# Julgados da Sardenha

Julgados da Sardenha.

Os julgados ou judicados (em latim: judicatus; em sardo:  judicadu, logu ou rennu) foram estados independentes que tomaram o poder na Sardenha entre os séculos IX e XV, com summa potestas (isto é, soberanos) e governados cada um por seu juiz-rei (em sardo:  judike).

## Advento
Após um domínio vândala relativamente breve (456-534) e de uma curtíssima ocupação ostrogoda, a Sardenha foi conquistada em 534 por Justiniano e tornou-se uma província do Império Bizantino em 535, como parte da prefeitura pretoriana da África, que também incluía a Córsega, as Baleares e partes do norte da África e do sul da Península Ibérica. Em 551, a Sardenha foi ocupada pelos ostrogodos, mas logo recuperada pelos bizantinos na Guerra Gótica. Após a guerra contra os lombardos, Tibério II transformou a prefeitura da África no Exarcado de Cartago, conferindo maior autonomia à região. Após a conquista de Cartago pelo Califado Omíada, a ilha da Sardenha foi anexada ao Exarcado de Ravena, e crescentemente a figura dos duques se eclipsou, a autoridade máxima sobre a ilha passando para o juiz da Província (em latim: Judex Provinciae).
Depois de 705, com a rápida expansão do islamismo, piratas muçulmanos do norte da África começaram a atacar a ilha, não encontrando oposição efetiva pelo exército bizantino, de forma que mais poderes foram agregados pelo juiz, conferindo, pois, autonomia substancial à antiga província. Em 815, os embaixadores da Sardenha pediram pessoalmente assistência militar de Luís I, o Piedoso, sacro imperador romano-germânico sem intermédio do Império Bizantino, denotando sua independência do mesmo. Em 827, após muito resistir às ofensivas islâmicas, a Sicília foi conquistada pelo Emirado Aglábida, cortando definitivamente a influência bizantina direta sobre a Sardenha.
A escassez de fontes históricas não permite a certeza da data da passagem da autoridade central bizantina para o governo autônomo na Sardenha. Acredita-se que em algum momento o Judex Provinciae (talvez o presidente) de Cagliari tenha exercido total controle sobre a ilha. A primeira fonte incontestável que cita a existência de quatro julgados é a epístola enviada pelo papa Gregório VII em 14 de outubro de 1073 aos juízes da Sardenha, mas a autonomia e pluralidade deles já era aparente em uma carta anterior do Papa João VIII (872), na qual ele se referia aos "príncipes da Sardenha". Entre os séculos X e XI, contudo, algumas inscrições em grego falam da existência de um arconte único e supremo sobre toda a Sardenha.

## Decadência
Pisa e Gênova começaram a infiltrar a política e economia dos judicados no início século XI, apoiando-o contra a Taifa de Dénia, reino islâmico que buscava conquistar a ilha, em movimento apoiado pelo Papado frequentemente entendido pelos historiadores modernos como uma "proto-Cruzadas".
Na segunda metade fim do século XIII, a existência autônoma dos judicados de Logudoro, Gallura e Cagliari terminou através de manobras diplomáticas de Pisa e Gênova. Cagliari foi conquistada em 1258 por uma aliança entre Pisa e os três outros judicados, e foi dividida entre o juiz-rei de Arborea, o Visconde de Gallura e o Conde de Gerardesca, uma família sarda. Adelásia, última rainha-juíza de Torres, faleceu no ano seguinte e seu reino foi dividido entre as famílias genovesas Doria, Malaspina e Spinola. O último juiz-rei da Gallura, Nino Visconti, cuja dinastia pisana havia adquirido domínio do Judicado em 1218 através do casamento, morreu em 1296, e após isto Gallura passou diretamente para a República de Pisa.
A sobrevivência de Arborea foi mais longa, e, entre 1323 e 1326, participou em aliança com a Coroa de Aragão para o reanexo das possessões pisanas na Sardenha. O juiz-rei Mariano IV, contudo, ameaçado pela pretensão de suserania de Aragão por toda a ilha, quebrou a aliança e declarou guerra contra a Coroa. Em 1368, uma ofensiva de Arborea quase expulsou por completo os aragoneses da ilha, reduzindo so Reino da Sardenha a meramente as cidades portuárias de Cagliari e Alghero, incorporando todo o resto a Arborea. Um tratado de paz com Aragão resultou no retorno de suas posses prévias em 1388, mas as tensões permaneceram, de forma que, em 1391, o exército de Arborea, liderado por Brancaleone Doria, novamente conquistou a maior parte da ilha. Esta situação se alongou até 1409, quando o exército do Judicado foi derrotado por Aragão em Sanluri, mas o Judicado permaneceu existindo residualmente até a venda de seus últimos territórios aos aragoneses pelo último juiz-rei, Guilherme II de Narbona, por cem mil florins de ouro.

## Administração

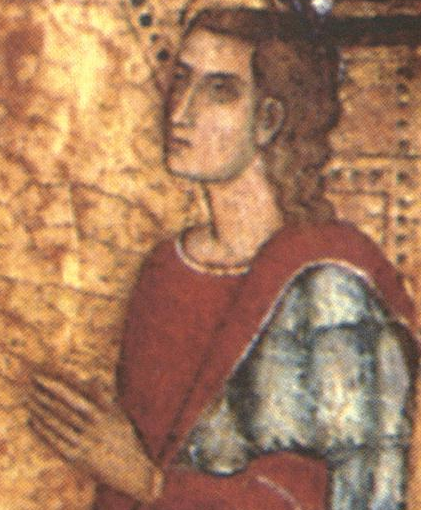
Mariano IV da Arborea, juiz-rei no século XIV

São conhecidos quatro julgados medievais, cada um com fronteiras fortificadas, leis, administração e emblemas próprios:
- Julgado de Cagliari, com capital em Santa Igia[18]
- Julgado de Arborea, com capital em Tharros, Oristano, e, então, Sássari[19]
- Julgado de Gallura, com capital em Civita
- Julgado de Logudoro, com capital em Porto Torres, Ardara, e, então, Sássari

A organização administrativa dos julgados diferia significantemente das formas feudais do restante da Europa medieval, tendo maior semelhança com a administração do Império Bizantino, cujas instituições se desenvolveram e continuaram organicamente mesmo após a separação da ilha. Cada Julgado era estruturado em curadorias, derivadas das subdivisões administrativas romanas e bizantinas primárias. Cada curadoria era administrada por uma assembleia chamada corona de curatoria, instituição semidemocrática chefiada por um corador nomeado pelo juiz-rei. e por sua vez era subdividida em vilas. Cada vila era administrada por um prefeito (em sardo:  majore), nomeado pelo curador e encarregado de funções fiscais, judiciais e de segurança.
As coronas de curatorias elegiam seus próprios representantes para assembleias parlamentares maiores chamadas coronas de logu, conselhos de anciães (representantes das curatorias e presbíteros). Eles apontavam o governante e atribuíam a ele o poder supremo, enquanto mantinham o poder para ratificar atas e acordos relacionados a todo o reino. O juiz-rei não era um governante absoluto da tradição feudal, ao menos formalmente: não podia declarar guerra ou assinar tratados de paz sem o consentimento da corona de Logu. A sucessão ao trono era dinástica, dando-se preferência à linhagem masculina, mas havia casos de possibilidade de eleição pela corona de Logu.
Um condache (também chamado kondake, condache, condake, condaxi ou fundaghe, do grego bizantino κοντάκιον, kontákion) era uma espécie de documento administrativo utilizada nos julgados entre os séculos XI e XIII. São dos documentos mais antigos na língua sarda. O julgado de Arborea em particular desenvolveu a Carta de Logu, um código legal escrito em sardo e promulgado pelo juiz Eleanor em 1392. Foi vigente na Sardenha até ser substituído pelo código de Carlos Félix em 1827.